# Nhà nguyện Chúa lên trời (Jerusalem)
Nhà nguyện Chúa lên trời (tiếng Hebrew: קפלת העלייה, tiếng Hy Lạp: Εκκλησάκι της Αναλήψεως) là một nơi linh thiêng tôn giáo trên Núi Olives. Nhà nguyện này là một phần của một công trình xây dựng phức hợp lớn hơn, ban đầu bao gồm một nhà thờ và một tu viện Kitô giáo, sau đó là một thánh đường Hồi giáo, nằm trên một địa điểm mà theo truyền thống được tin là nơi chúa Giêsu đã tập họp các tông đồ trước khi Chúa lên trời 40 ngày sau khi Người sống lại. Nhà nguyện này chứa một phiến đá được cho là có một trong những dấu bàn chân của chúa Giêsu.

## Lịch sử
Ngay sau khi chúa Giêsu sống lại và lên trời, các Kitô hữu tiên khởi đã bắt đầu bí mật tụ họp lại để tưởng niệm sự kiện Người lên trời trong một tu viện trong hang nhỏ trên Núi Olives. Năm 313 hoàng đế Constantinus Đại đế đã ban hành Sắc lệnh Milano (Edictum Mediolanense) cho phép các Kitô hữu được công khai thờ phượng Chúa mà không sợ bị chính phủ bách hại. Vào thời bà Egeria hành hương tới Jerusalem năm 384, thì nơi tôn kính này đã được di chuyển tới địa điểm hiện nay, ở khu dốc trên hang đá cũ. Hoàng thái hậu Helena, mẹ của Constantinus Đại đế, đã tới Đất Thánh từ năm 326 tới năm 328. Trong cuộc hành hương này, bà đã xác định được 2 địa điểm trên Núi Olives có liên quan tới cuộc đời của Chúa Giêsu: nơi Chúa lên trời, và một hang động liên quan đến việc Chúa giảng dạy Kinh Lạy Cha. Khi trở về Rome bà đã ra lệnh xây dựng 2 công trình phức hợp tại các địa điểm trên. Trong thế kỷ thứ 5 thánh Pelagia thành Antioch đã sống ở đây như một ẩn sĩ và sám hối trong một hang động.

## Công trình xây dựng ban đầu
Khu phức hợp đầu tiên được xây dựng trên địa điểm của nhà nguyện hiện nay được gọi là "Imbomon" (tiếng Hy Lạp nghĩa là "trên đồi"). Đó là một nhà tròn, lộ thiên, bao bọc các bởi hành lang có mái che và các vòm cuốn (arches). Năm 390 sau Công Nguyên, Poimenia, một phụ nữ quý tộc giàu có và đạo đức thuộc hoàng gia La Mã đã tài trợ để xây thêm một nhà thờ theo kiểu kiến trúc Byzantine tại địa điểm xây dựng ban đầu của hoàng thái hậu Helena
Một thánh đường thứ hai tại địa điểm này - cũng thiết kế theo kiểu kiến trúc Byzantine - được gọi là "vương cung thánh đường Eleona" , tức Nhà thờ Kinh Lạy Cha. Thánh đường này được xây dựng trên hang động linh thiêng nơi Đức Giêsu được cho là đã dạy các môn đệ cầu nguyện Kinh Lạy Cha. Nhà thờ nguyên thủy từ thế kỷ thứ 4, ngày nay được gọi là nhà thờ Kinh Lạy Cha được xây dựng lại từng phần vào đầu thế kỷ 20 nhưng vẫn chưa hoàn tất. Hầu hết các nhà thờ và các cấu trúc chung quanh đã bị quân đội Ba Tư của Khosrau II phá hủy năm 614, trong giai đoạn cuối cùng của các cuộc chiến tranh giữa đế quốc Byzantine với đế quốc Sassanid.

## Việc xây dựng lại
Sau đó nhà thờ được xây dựng lại vào cuối thế kỷ thứ 7. Giám mục Arculf - người Frank và là người hành hương - trong chuyện kể về cuộc hành hương tới Jerusalem của mình vào khoảng năm 680, đã mô tả nhà thờ này là "một tòa nhà tròn lộ thiên, với 3 hàng hiên có mái che từ phía nam. Có 8 đèn chiếu sáng vào ban đêm qua cửa sổ phía quay sang Jerusalem. Bên trong là một điện thờ (edicule) ở giữa có chứa dấu bàn chân của Chúa Kitô in trong cát bụi rõ ràng, được bao bọc bởi một hàng rào chấn song".
Nhà thờ xây dựng lại này cuối cùng đã bị phá hủy, và được xây dựng lại một lần thứ hai bởi quân Thập tự chinh trong thế kỷ 12. Nhà thờ chót này rốt cuộc cũng đã bị đội quân của Saladin phá hủy, chỉ để lại từng phần (còn nguyên vẹn) của một bức tường bên ngoài hình bát giác 12x12 mét bao quanh một điện thờ bên trong cũng hình bát giác 3x3 mét (gọi là martyrium hoặc "Edicule"). Cấu trúc này vẫn còn tới ngày nay.

## Cấu trúc hiện nay
Sau khi Jerusalem rơi vào tay quân đội Ba Tư năm 1187, nhà thờ đổ nát và tu viện đã bị các Kitô hữu bỏ rơi khi họ tái định cư ở Akko. Trong thời gian này Saladin biến Núi Olives thành một waqf trao cho hai Sheikh al-Salih Wali al-Din và Abu Hasan al-Hakari. Việc trao tặng này đã được ghi trong một tài liệu ngày 20 tháng 10 năm 1188 Nhà nguyện được biến thành thánh đường Hồi giáo, và một mihrab được dựng lên ở bên trong.
Do đại đa số các khách hành hương đến nơi đây là Kitô hữu, nên 2 năm sau - để tỏ thiện chí và như một cử chỉ thỏa hiệp - Saladin đã ra lệnh xây một thánh đường Hồi giáo thứ hai ở gần đó dành cho những tín đồ Hồi giáo thờ phượng, trong khi các Kitô hữu được tiếp tục thăm viếng nhà nguyện chính. Cũng khoảng thời gian này khu phức hợp đã được củng cố bằng các tháp canh, tường, và được các lính canh bảo vệ.
Nhà nguyện và các cấu trúc chung quanh đã không được sử dụng và trong tình trạng hư hỏng hơn 300 năm tiếp theo. Đến thế kỷ 15 khu vực tường bát giác bên ngoài từng bị phá hủy ở phía Đông đã được tách ra khỏi phần còn lại bởi một bức tường phân chia, và bị các nông dân chiếm làm nhà cư ngụ và chuồng gia súc. Mặc dù vẫn còn thuộc thẩm quyền của Islamic Waqf of Jerusalem<, nhà nguyện này hiện nay được mở cửa cho du khách thuộc mọi tín ngưỡng vào thăm viếng, với một khoản lệ phí danh nghĩa. 

### Bên trong
Cấu trúc chính của nhà nguyện được xây dựng từ thời Thập tự chinh; phần tường hình ống bát giác và nóc vòm đá là do người Hồi giáo thêm vào. Các bức tường bên ngoài được trang trí bằng những vòm cuốn (arches) và các cột đá cẩm thạch. Lối vào là từ phía tây, bên trong nhà nguyện có một mihrab của Hồi giáo chỉ về hướng Mecca ở bức tường phía nam. Trên sàn nhà, bên trong một khung đá, là một phiến đá được gọi là "Đá thăng thiên" (Ascension Rock).

### Đá thăng thiên
Điện thờ chính hình bát giác bao quanh phiến "đá thăng thiên", được cho là có dấu bàn chân bên phải của Chúa Giêsu, phần mang dấu bàn chân bên trái đã được đưa đến nhà thờ Hồi giáo Al-Aqsa (Jerusalem) trong thời Trung cổ. Các tín hữu tin rằng dấu bàn chân là do chúa Giêsu đứng khi lên trời và được tôn kính như là điểm cuối cùng trên trái đất mà Chúa Kitô nhập thể đã dẵm lên.

### Hầm mộ
Khu đất này cũng chứa một hầm mộ ở gần nhà nguyện được 3 tôn giáo độc thần riêng rẽ tôn kính. Người theo đạo Do Thái tin rằng hầm mộ này có chứa xác nữ tiên tri Huldah từ thế kỷ thứ 7 trước Công nguyên; các Kitô hữu tin rằng nó chứa mộ của thánh nữ Pelagia thành Antioch ở thế kỷ thứ 5; trong khi người Hồi giáo cho rằng thánh nữ Rabia Basri của Hồi giáo phái Sufism ở thế kỷ thứ 8 được chôn cất ở đây.

## Hình ảnh

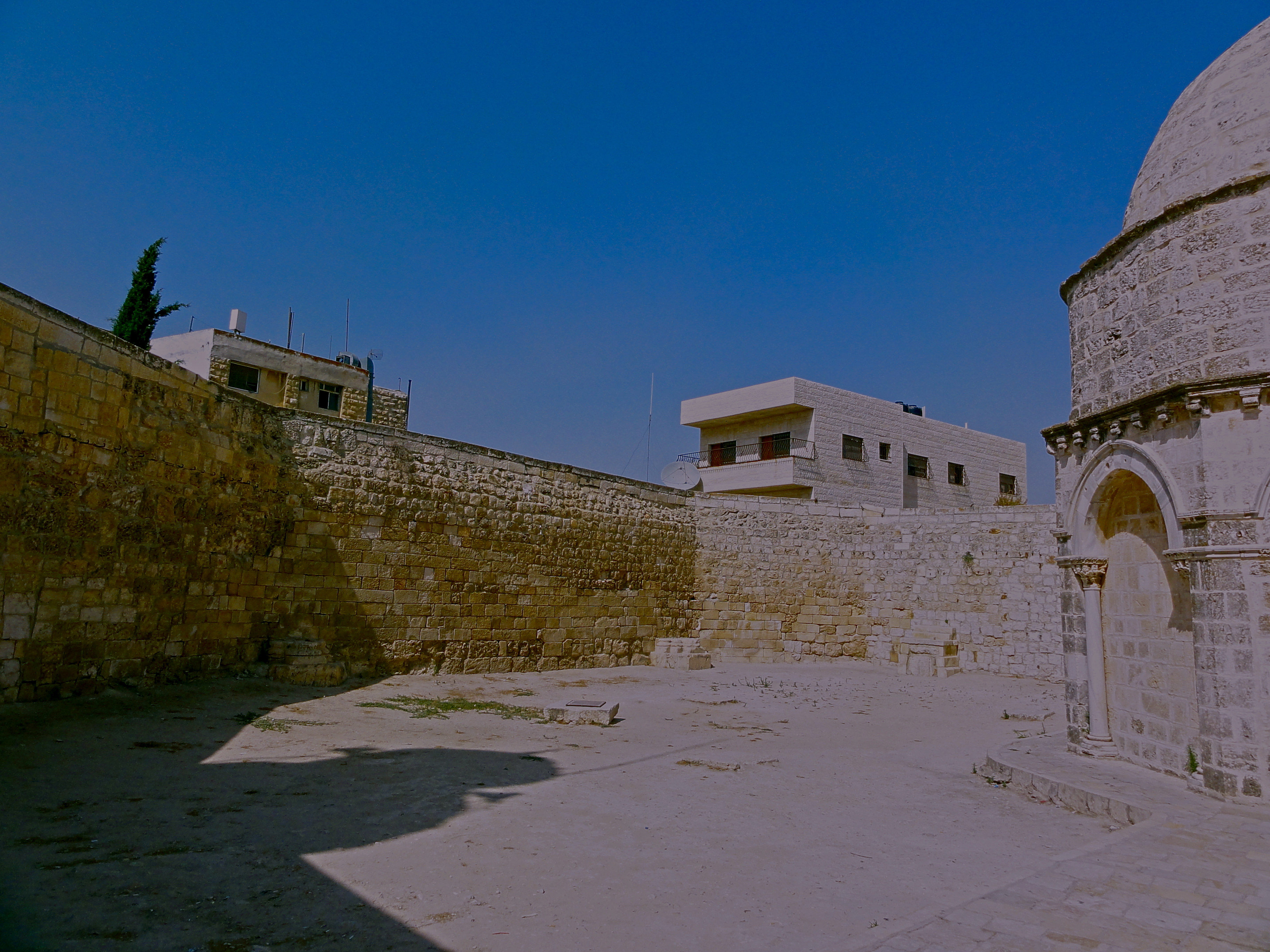
Tường bao chung quanh
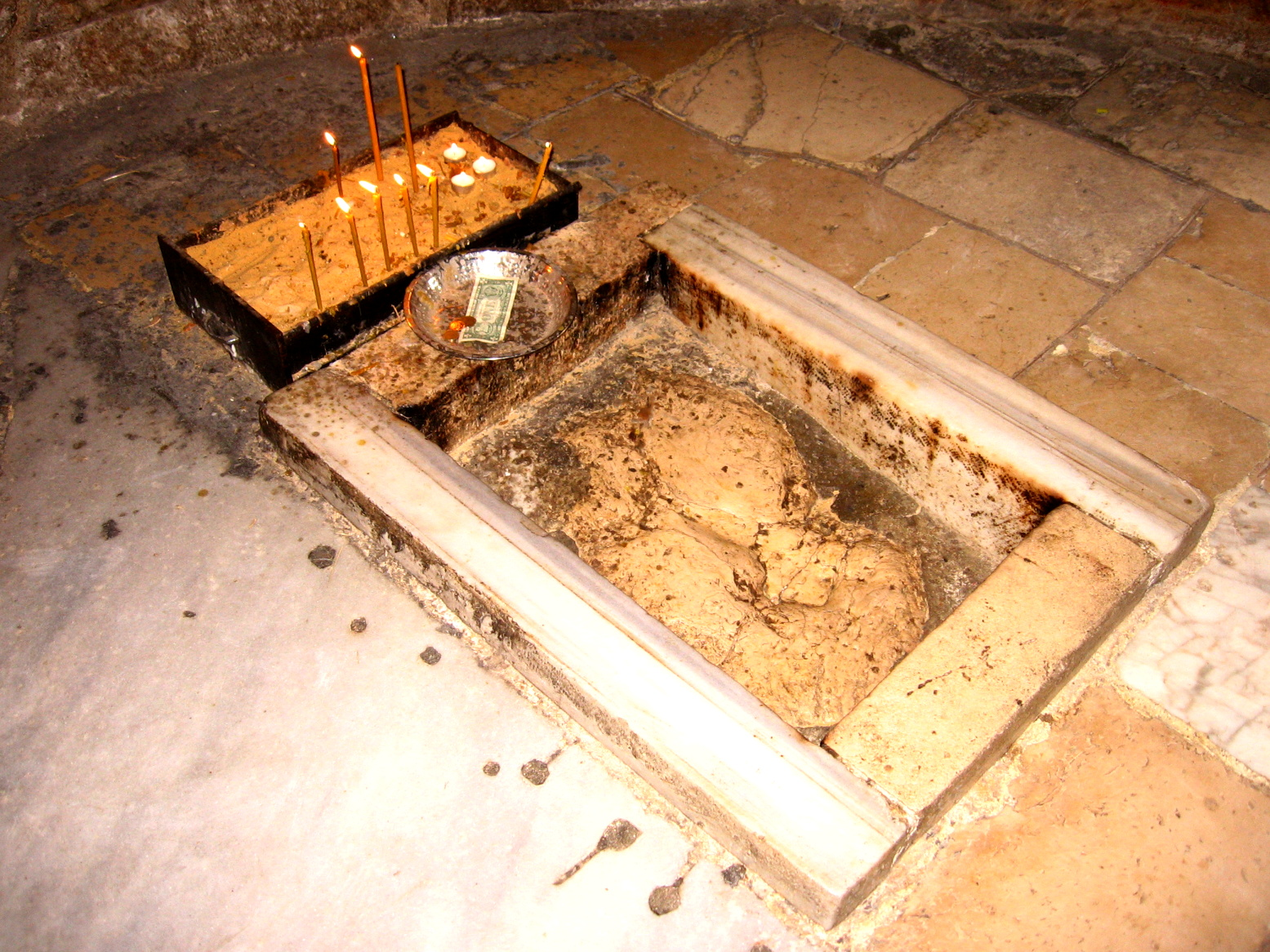
Đá thăng thiên
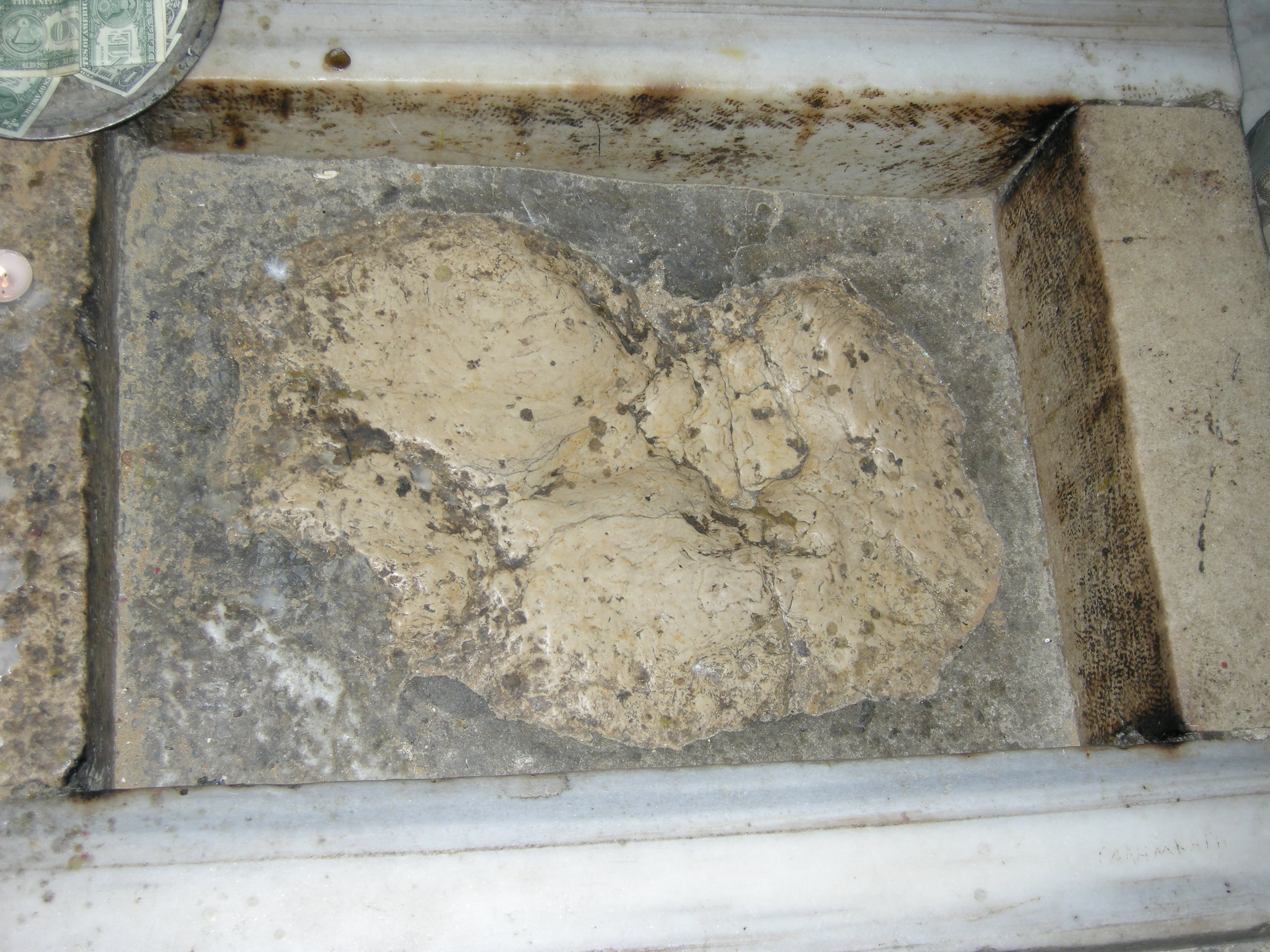
Cận cảnh tấm đá mang dấu bàn chân chúa Giêsu
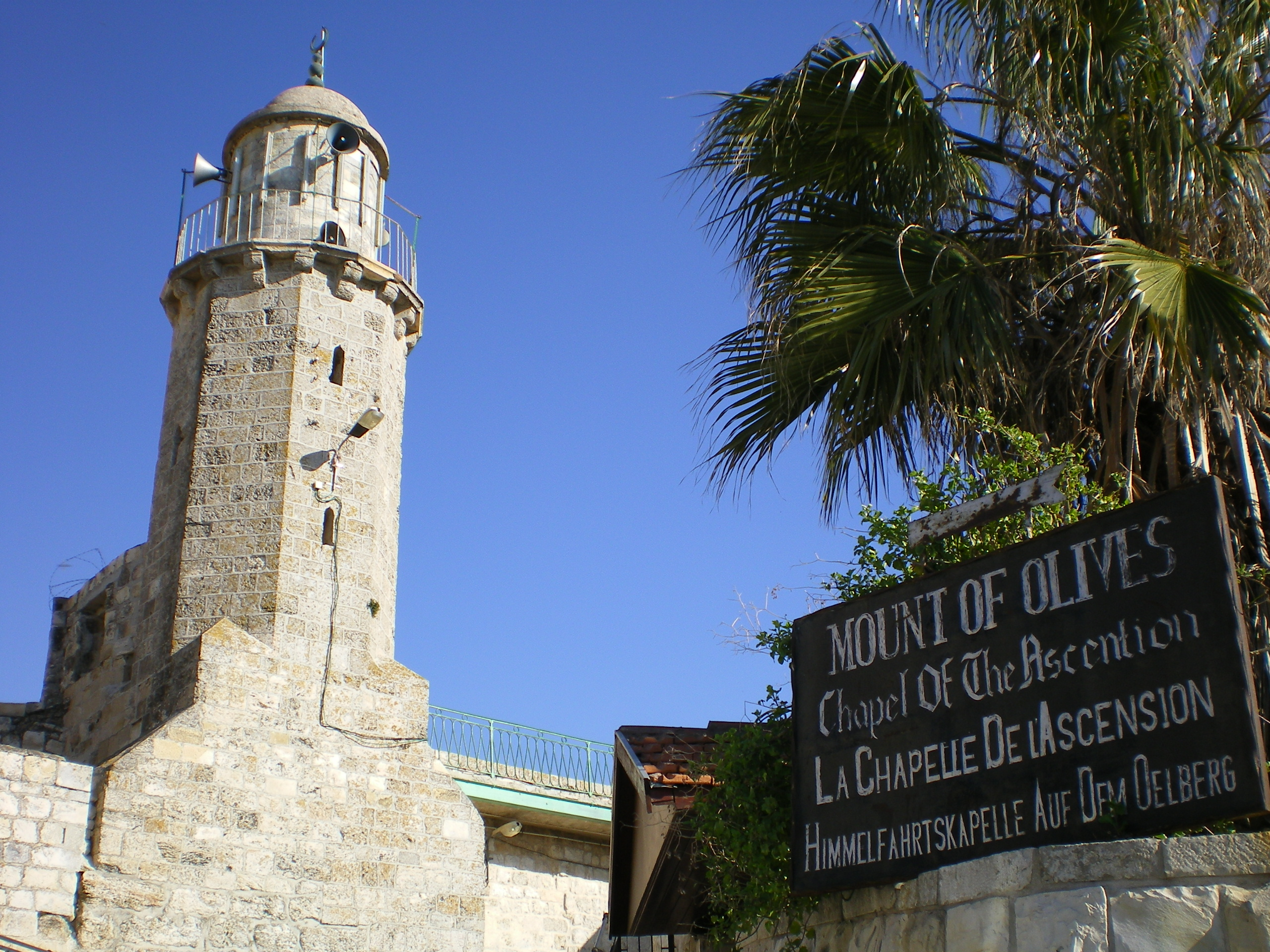
Tháp & Tường
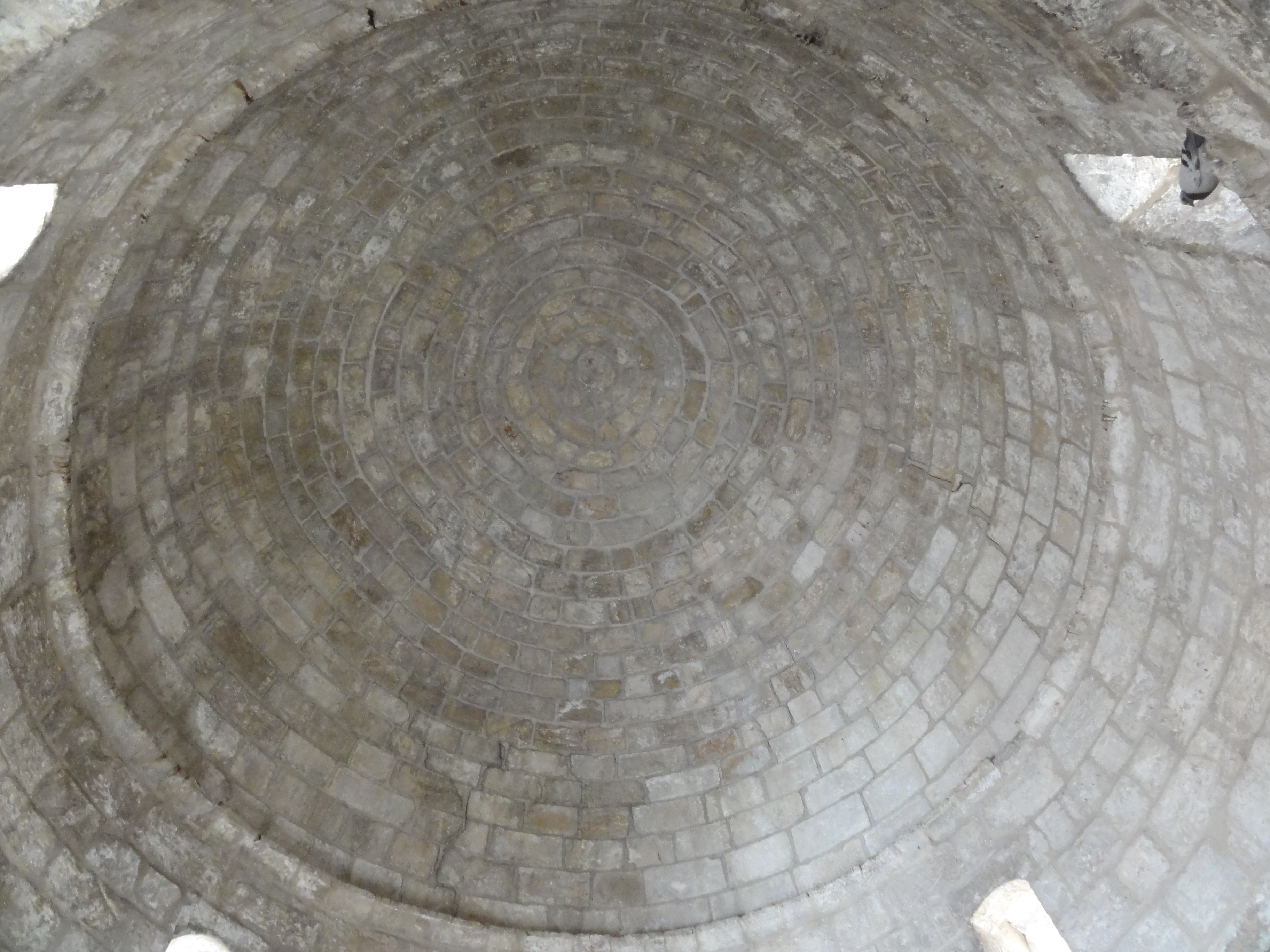
Mái vòm nhìn từ bên trong